# Batalla de Métrieux
La batalla de Métrieux o batalla dels gira-culs (en francès bataille de vire-culs) fou un enfrontament durant les guerres de religió de França que va tenir lloc el 10 de desembre de 1587 a prop del poble de Chuyer, al lloc de Métrieux, al Loira, i que va enfrontar un petit exèrcit protestant comandat per François de Châtillon a l'exèrcit catòlic de François de Mandelot, governador de Lió. Tàcticament indecisa, aquesta batalla va evitar, no obstant això, la destrucció de l'exèrcit protestant per part de les tropes catòliques.

## Preludi
Després de la derrota de les tropes germàniques a Auneau contra el duc de Guisa el 24 de novembre de 1587, François de Châtillon, un dels líders de l'exèrcit protestant, decideix retirar-se al Vivarais amb un petit contingent de soldats. Aquest inclou un centenar de cuirassers i uns dos-cents arcabussers a cavall. A la seva biografia de François de Châtillon, Jules Delaborde esmenta una xifra inferior:

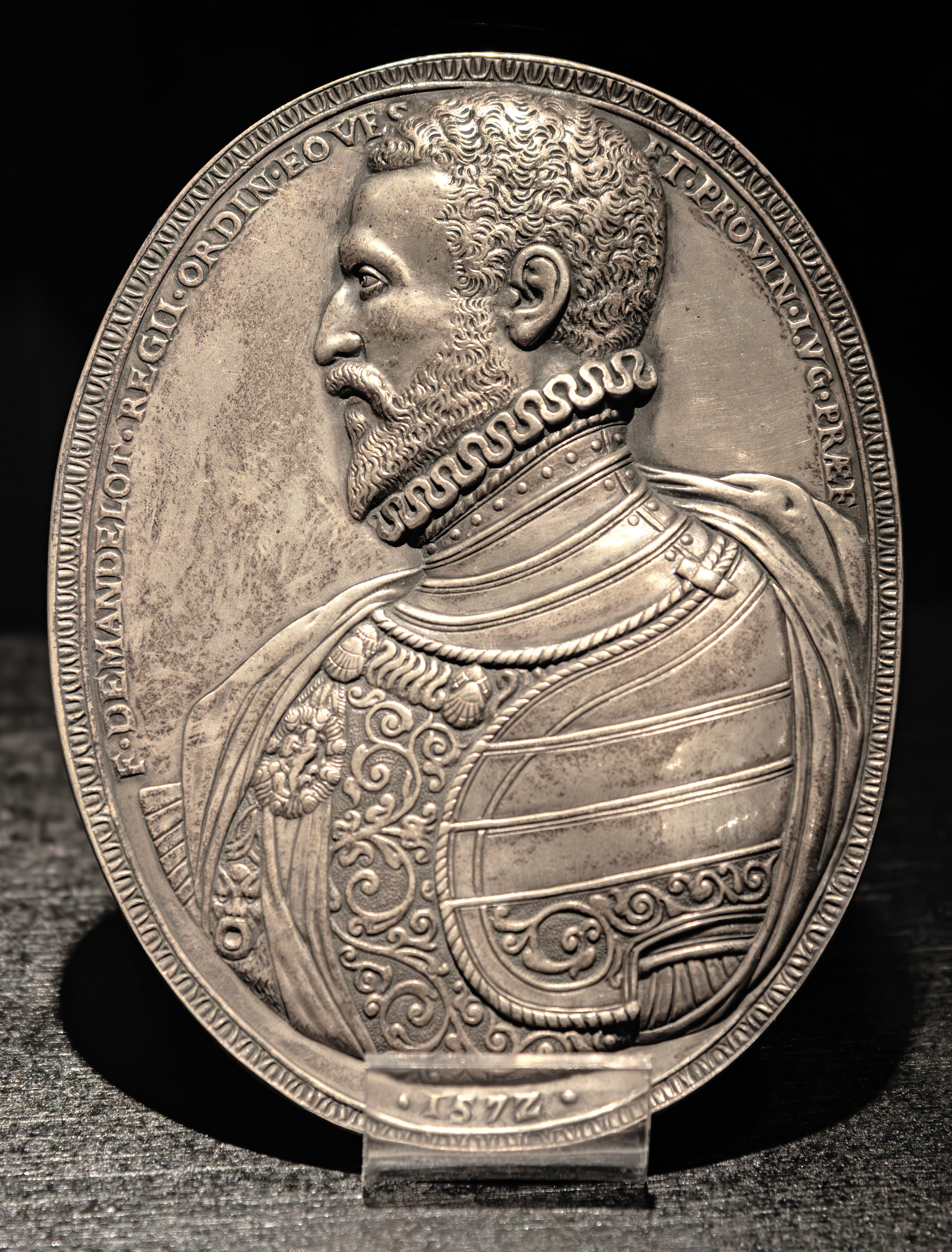
François de Mandelot, comandant de les tropes catòliques.

| « | (francès) il est certain qu'il [Châtillon] partit, en n'étant suivi, ou que par cent cavaliers et quelques arquebusiers seulement, ou que par cent cavaliers et cent arquebusiers au plus | (català) sens dubte [Châtillon] va partir, sense que ningú el seguís, només amb cent cavallers i alguns arcabussers, o bé per cent cavallers i cent arcabussers com a molt. | » |

 Per la seva banda, els catòlics reaccionen i François de Mandelot, governador de Lió, reuneix un exèrcit format per cent chevau-légers, tres-cents cuirassers i entre cinc-cents i sis-cents arcabussers a peu. A aquests soldats professionals s'afegeixen una seixantena de camperols armats que formen l'avantguarda. Amb aquestes tropes, Mandelot parteix a la recerca dels protestants. El 9 de desembre es van produir els primers enfrontaments entre protestants i l'avantguarda catòlica.
El 10 de desembre, Châtillon passa Rive-de-Gier i es dirigeix cap al sud, creuant el Pilat. Els protestants, esgotats i conscients de la superioritat numèrica dels seus adversaris, pretenen evitar l'enfrontament amb el cos principal de les tropes de Mandelot per tal de fugir protegits per la foscor nocturna. No obstant això, els catòlics aconsegueixen guanyar terreny i els homes de Châtillon es veuen obligats a lluitar a l'altura de Métrieux, a prop de Chuyer.
Châtillon amaga els seus homes darrere d'un petit monticle, que els permet protegir-se de la vista dels seus enemics que encara creuen que es troben en retirada. A prop d'aquesta elevació hi ha un pantà, localment anomenat gouyat, que pot dificultar l'atac de la cavalleria catòlica.

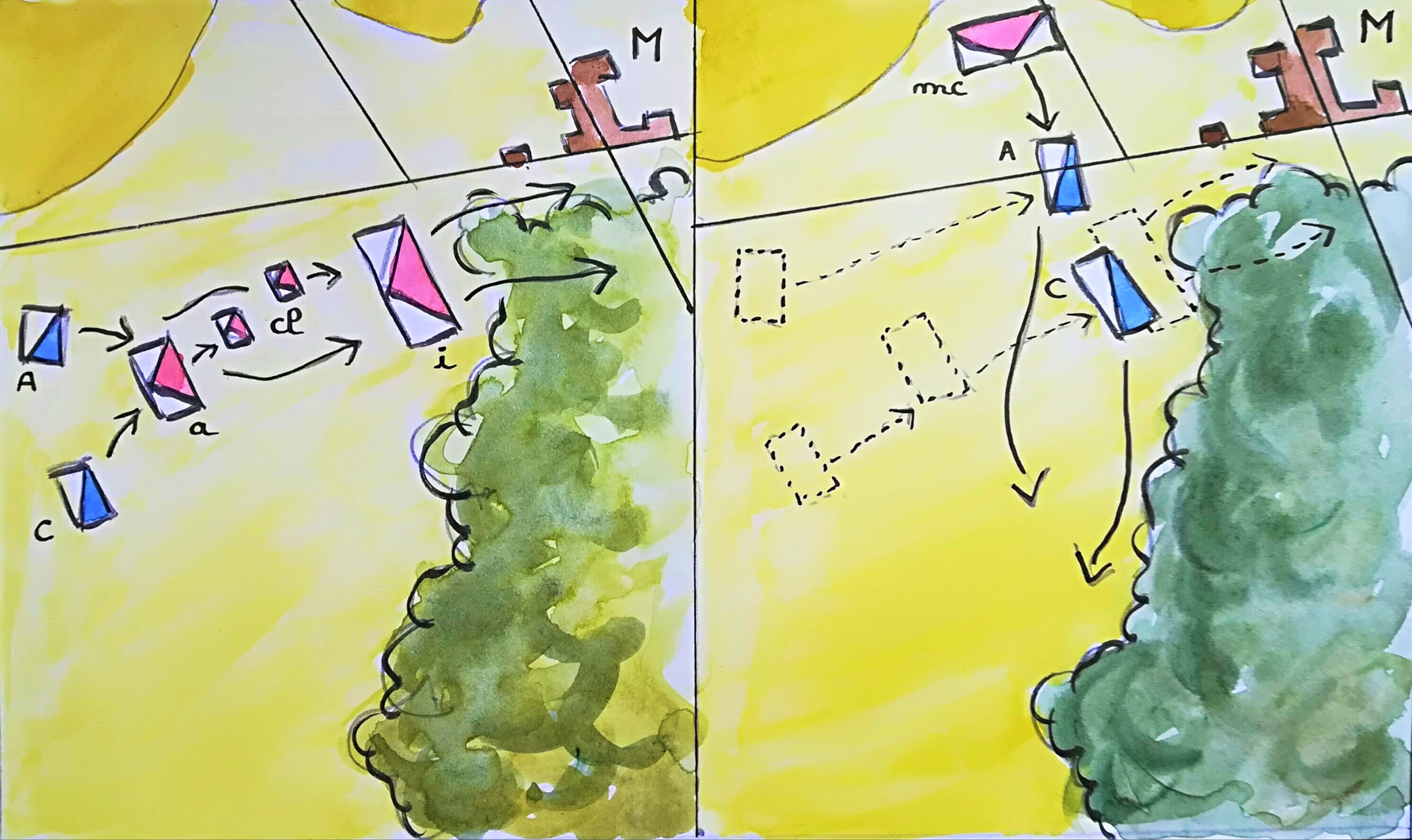
Pla de la batalla de Vire-Culs, 10 de desembre de 1587: els arcabussers a cavall (A) i els cuirassers protestants (C) carreguen contra els arcabussers a cavall (a) i la cavalleria lleugera (cl) catòliques, que emprenen retirada enrere sobre la infanteria de l'avantguarda (i), que pateixen una derrota general. Els genets protestants foren llavors contraatacats i dispersos pels cuirassers de Mandelot (mc), que s'incorporaren al camp de batalla. A dalt a la dreta, el llogaret de Métrieux (M). Diagrama basat en un plànol publicat a Gisèle Bonnay, « La bataille de Vire-Culs », Dan l'tan, Visages de notre Pilat, 1982, p. 19.

## Batalla
Quan els catòlics s'acostaven, els protestants sortiren del seu amagatall i s'abraonaren sobre els cheveau-légers i els arcabussers a cavall catòlics. Aquests darrers, davant la sorpresa, es retiren. Després d'haver-se lliurat d'aquest primer contingent, fort de 120 homes, els homes de Châtillon es van llançar sobre dos destacaments cadascun format per una trentena de llances i que també són obligats a retirar-se. A continuació, els cavallers protestants carreguen l'avantguarda catòlica desplegada a la vora d'un bosc; els infants, poc experimentats, fugen sense disparar ni un sol tret. De sobte, Mandelot en persona arriba al camp i llança els seus cuirassers al combat. Aquesta vegada, és el torn dels protestants de dispersar-se. No obstant això, la nit va posar fi als enfrontaments i permeté a les tropes de Châtillon sortir del camp de batalla sense més problemes.

## Valoració i conseqüències
En les seves memòries, Lord Jacques Pape, que va participar en aquesta batalla en el bàndol protestant, indica que l'exèrcit de Châtillon va perdre 3 o 4 morts o ferits, així com 3 presoners, mentre que va valorar les pèrdues catòliques en 120 homes. Un historiador, el pare Batia, creu, però, que
| « | (francès) ces chiffres sont fantaisistes. Comment a-t-il pu compter les morts, lui qui fuyait avec 7 hommes sur les chemins de traverse qui les conduisirent à Saint-Pierre-de-Bœuf ? | (català) aquestes xifres són fantasioses. Com ha pogut comptar els morts, ell que va fugir amb set homes per corriols que els van dur a Saint-Pierre-de-Bœuf? | » |

 Alguns ferits es refugiaren a Sympérieux mentre Châtillon, seguit d'una petita escorta, es desplaça a Saint-Pierre-de-Bœuf durant la nit. Pel que fa a Mandelot, es retira a Condrieu on els fugitius del seu exèrcit ja han difós la notícia de la seva derrota. Aquest combat continua sent conegut amb el nom de «batalla dels gira-culs», atès que tots dos bàndols van acabar fugint de l'enemic. Humbert de Terrebasse considera, però, que es tracta d'una victòria protestant- Un rètol a la sortida del llogarret de Métrieux commemora aquest enfrontament.
Sobre el nom de la batalla, l'historiador lionès del segle xvi Pierre Mathieux, comenta:
| « | (francès) ils appelèrent non la journée des esperons mais la bataille des vire-culs, car on y combattoit à la Scyte, et les mieux armés par les tallons furent les plus vaillants | (català) anomenaren [la batalla] no com el dia dels esperons [referència a la batalla de Courtrai], sinó la batalla dels gira-culs, perquè hom hi combaté a la manera escita [apropant-se a cavall per atacar i retirar-se ràpidament] i els més ben armats pels talons foren els més valents. | » |